# Synaptotylus
Synaptotylus newelli
Genre
Espèce
Synaptotylus est un genre fossile de poissons osseux à membres charnus.
Une seule espèce est rattachée au genre, Synaptotylus newelli.

## Classification
L'espèce Synaptotylus newelli est décrite en 1933 par Claude Williams Hibbard.
Le genre Synaptotylus est décrit en 1963 par Joan Echols,,
Ce genre est parfois rattaché à la famille également éteinte des Laugiidae, ou considéré comme un Actinistia basal 

### Fossiles
Il a vécu au cours du Carbonifère, au Pennsylvanien, soit il y a environ entre 323,2 et 298,9 millions d'années. Ses fossiles ont été découverts dans le calcaire de Stanton, dans le Kansas.

### Publication originale
- [1933] (en) Joan Echols, « A new genus of Pennsylvanian fish (Crossopterygii, Coelacanthiformes) from Kansas », University of Kansas publications, Museum of Natural History, vol. 12,‎ 25 octobre 1963, p. 475-501 (ISSN 0075-5036, OCLC 476468303, lire en ligne). .